# 佐藤真紀
佐藤 真紀（さとう まき）は、日本の実業家、東京メトロポリタンテレビジョン株式会社代表取締役社長。

## 人物・経歴
愛知県出身。1992年3月、立教大学社会学部卒業。同年4月、東海ラジオ放送入社。
1994年、東京メトロポリタンテレビジョン株式会社に入社。営業部門でテレビショッピングの売上の拡大などに貢献。
2014年 営業局長、2018年 執行役員編成局長、2022年 執行役員営業本部副本部長兼アニメビジネス局長。。
2024年6月、同社代表取締役社長に就任。日本の在京テレビ局で初めて、女性として社長に就いた。